# Francesco Saija
Francesco Saija (Messina, 10 mei 1914 – aldaar, 20 juli 1965) was een politicus in de republiek Italië, afkomstig uit de regio Sicilië. 

## Levensloop
Saija was een handelaar die actief was in de havenstad Messina op Sicilië.
Van 1948 tot 1953 zetelde hij als afgevaardigde in de Camera dei Deputati in Rome. Aanvankelijk was hij parlementslid voor de monarchistische partij Partito Nazionale Monarchico, een partij die bij de afschaffing van de monarchie in 1946 was opgericht. In de laatste jaren van zijn parlementair mandaat zetelde hij voor de Liberale Partij. In het parlement werkte hij in een commissie die het handelsakkoord van 1948 tussen Italië en de Verenigde Staten bekrachtigde.
Later, in het jaar 1965, in de laatste maanden van zijn leven was hij burgemeester van Messina, en dit van maart 1965 tot zijn dood in juli 1965.